# عیتا جبل
عیتا جبل (به عربی: عیتا الجبل) یک منطقهٔ مسکونی در لبنان است که در شهرستان بنت جبیل واقع شده‌است. عیتا جبل ۴٫۹۹ کیلومتر مربع مساحت دارد ۶۸۰ متر بالاتر از سطح دریا واقع شده‌است.